# Bruno Mussolini
Bruno Mussolini (Milán, 22 de abril de 1918 - Pisa, 7 de agosto de 1941) fue un oficial de la Regia Aeronautica condecorado con la Medalla de Oro al Valor Aeronáutico y el tercer hijo de Benito Mussolini y de Rachele Guidi.

## Biografía
Gran apasionado de los aviones, en Bolonia tuvo como compañero de estudios a Federico Cozzolino, con quien compartió su pasión y trabajó en la Regia Aeronautica.
Durante la guerra entre Italia y Etiopía fue asignado, junto a su hermano Vittorio, a la 14.ª Escuadra Quia sum leo, conocida como Testa di leone (Cabeza de León). En agosto de 1937 participó, con un Savoia-Marchetti S.M.79 en la scuadra de los Sorci Verdi, en la carrera aérea Istres-Damasco-París. Su avión llegó tercero. Igualmente con esta escuadra en enero de 1938 participó en el vuelo Italia-Brasil.
El 22 de septiembre de 1937 formando parte del XXVII Grupo del octavo 'Stormo' de Bombardeo Veloz al mando del coronel Attilio Bisseo, partió para España donde se integró en la Aviación Legionaria y permaneció una corta temporada en las Islas Baleares para regresar pronto a Italia por indicación de Franco, aunque tuvo tiempo de participar en ocho misiones de guerra.
Al estallar la Segunda Guerra Mundial fue asignado a la unidad 47.º Stormo de Bombardeo Terrestre de Grottaglie (TA) y el 1 de junio de 1941 obtuvo el mando de la 274.ª Escuadrilla de Bombardeo en Grande Raggio, con sede en Pisa. A esta escuadra se le habían asignado los nuevos bombarderos cuatrimotores Piaggio P.108B.
Dos meses después, el 7 de agosto de 1941, murió cuando, en fase de aterrizaje, los motores sufrieron una brusca pérdida de fuerza y perdió el control. Con él murieron el teniente-piloto Francesco Sacconi y el oficial motorista Angelo Trezzini.
Dos años antes de su muerte Bruno había sido nombrado presidente de la Federazione Pugilistica Italiana. Una vez muerto, el cargo pasó a su hermano Vittorio.
Fue hermano de Romano Mussolini (1927-2006), pianista de jazz y pintor.